# Kyrdżali
Kyrdżali (bułg. Кърджали) – miasto w południowo-wschodniej Bułgarii, administracyjny ośrodek obwodu Kyrdżali, we wschodnich Rodopach, nad Ardą (dopływ Maricy). Około 50,8 tys. mieszkańców. Hutnictwo cynku i ołowiu, przemysł spożywczy (głównie tytoniowy); w okolicy, na rzece Arda, duże zapory i elektrownie wodne: na wschód od miasta znajduje się zbiornik zaporowy Studen Kładenec, na zachód – zbiornik Kyrdżali.